# Saint-Jean-et-Saint-Paul
 Saint-Jean-et-Saint-Paul  (en occitano Sent Jan e Sent Paul) es una población y comuna francesa, situada en la región de Mediodía-Pirineos, departamento de Aveyron, en el distrito de Millau y cantón de Cornus.

## Demografía
| 314 | 303 | 275 | 242 | 208 | 218 |
| Para los censos de 1962 a 1999 la población legal corresponde a la población sin duplicidades (Fuente: INSEE [Consultar]) |     |     |     |     |     |